# Anna Lesznai

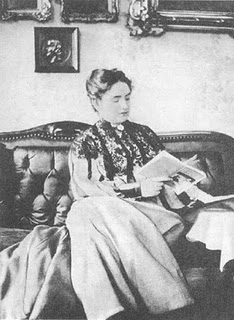
Anna Lesznai, 1931

Anna Lesznai (Nižný Hrušov, Imperio Austrohúngaro, hoy Eslovaquia, 3 de enero de 1885-Nueva York, 2 de octubre de 1966) fue una escritora, bordadora y pintora ugroestadounidense miembro del grupo "Los ocho" (Nyolcak) desde 1911.

## Biografía
Su padre, Geyza Moscovitz, era terrateniente y su infancia y adolescencia en el medio rural la acompañarían toda su vida. Aprendió a bordar paisajes y fue alumna de Sándor Bihari en Budapest y de Lucien Simon en París. 
Estuvo casada de 1913 a 1918 con Oszkár Jászi y en 1919, se mudó a Viena donde se casó con el pintor Gergely Tibor. Lo acompañó primero de vuelta a Budapest y más tarde a Estados Unidos, donde fue profesora de pintura mucho tiempo en el Wellesley College, Cambridge. Más tarde abrió una escuela artística en New York.

## Obra
Su lírica profusa en pathos, de tonalidades frescas y su temática femenina la sitúan entre las mejoras poetisas húngaras. A través de sus principales motivos poéticos (el jardín, la tierra, los árboles, las flores…) no es el mundo real lo que evoca sino la unidad ancestral de la « existencia de los cien pechos » (százkeblű lét).
Sus cuentos, plagados de recuerdos del mundo de las hadas, los ilustraba ella misma.
En sus bordados y cubiertas de libros, optaba por el art nouveau.

### Libros
- Hazajáró versek, 1909
- Magyar Iparművészet, 1911
- Lesznai Anna meséskönyve, 1913
- Die Reise des kleinen Schmetterlings durch Leszna nach den benachbarten Feenreichen, 1913
- Mese a bútorokról és a kis fiáról, 1918
- Édenkert, 1918
- Eltévedt litániák, 1922
- Spätherbst in Eden, 1965
- Kezdetben volt a kert, 1966
- Köd előttem, kőd utánam, 1967